# Georg Friedrich Lingke

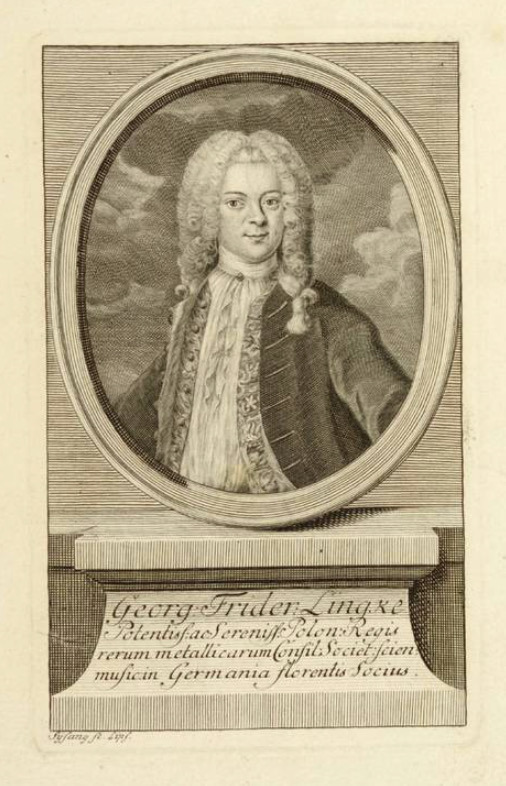
Bildnis Georg Friedrich Lingkes (um 1735 von Johann Christoph Sysang)

Georg Friedrich Lingke (auch George) (* 1697; † 1777 in Weißenfels) war ein deutscher Musiktheoretiker, Pianist und Lautenist.

## Leben
Lingke wurde wahrscheinlich in Dresden geboren. Sein Vater war Obersteuersekretär und Steuerrat in Dresden. Georg Friedrich war Mitbesitzer des in der Nähe von Weißenfels gelegenen Rittergutes Nöbeditz und führte den Titel Churfürstlich Sächsischer Bergrath (rerum metallicarum Consiliarius). Seit 1742 gehörte er als einer der wenigen, die nicht von Beruf Musiker waren, der von Lorenz Christoph Mizler gegründeten Correspondierenden Societät der musicalischen Wissenschaften an, der er 1744 die erste Fassung seiner 1766 veröffentlichten Schrift über eine Intervallentabelle, die von allen Mitgliedern bewundert und angenommen wurde, vorlegte.

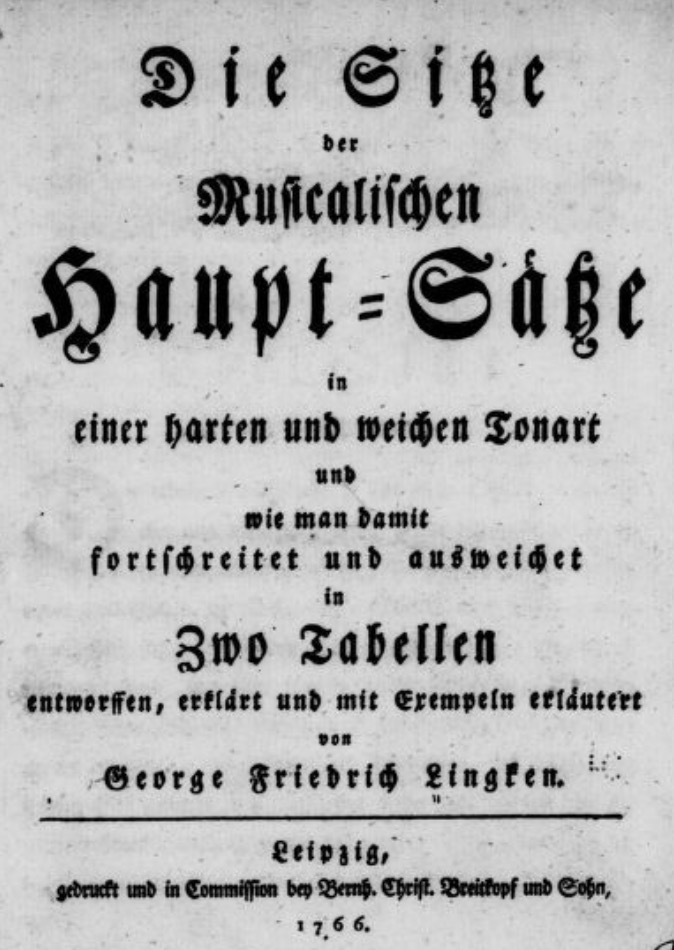
Titelblatt der Musikalischen Hauptsätze (1766)

Er spielte Klavier und Laute und arbeitete mit Johann Ernst Altenburg zusammen, der bei seiner 1766 veröffentlichten Schrift in Ansehung des praktischen mit zustande bringen half.
Lingke war in erster Ehe mit Dorothea Deling aus Dresden, in zweiter Ehe mit der Witwe Johanne Sophie Ponick verheiratet.

## Werk (Auswahl)
- Einige zum allgemeinen Nutzen deutlicher gemachte Musikalische Erwegungs- und andere leichter eingerichtete Uibungs-Wahrheiten Blochberger, Leipzig 1750.
- Vertheidigungsschreiben an den Herrn Verfasser der sieben Gespräche zwischen der Weisheit und Musik.
- Die Sitze der musikalischen Hauptsätze in einer harten und weichen Tonart, und wie man damit fortschreitet und ausweicht. Breitkopf, Leipzig 1766.
- Kurze Musiklehre, in welcher nicht allein die Verwandschaft aller Tonleitern, sondern auch die jeder zukommenden harmonischen Beyspielen erläutert werden. Breitkopf, Leipzig 1779.